# سامانه کمکی پیش‌رانش

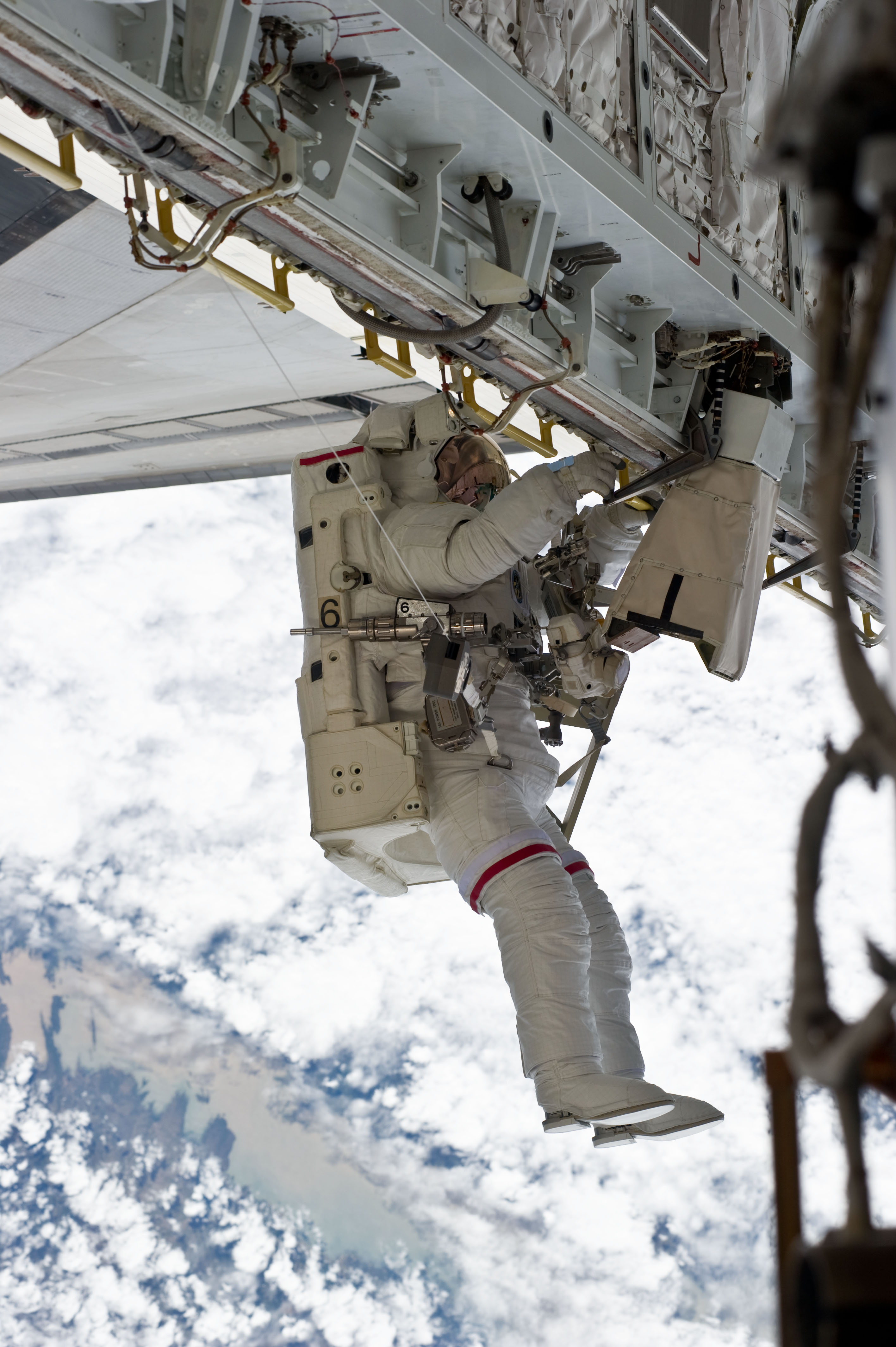
تصویری از ریچارد ماستراکیو در حالی که مجهز به سامانه کمکی پیش‌رانش یا سافر است در حال انجام کار

سامانه کمکی پیش‌رانش (انگلیسی: Simplified Aid For EVA Rescue) یا ابزار نجات فرانقلیه‌ای با نام اختصاری (SAFER - سافر)، یک سازوکار مستقل و پیش‌ران (همانند جت پک) است که در طول راه‌پیمایی فضایی، در پشت فضانوردان تعبیه می‌شود و فقط در مواقع اضطراری از آن استفاده می‌شود. چنانچه فضانورد فاقد تسمهٔ اتصال فیزیکی به فضاپیما باشد و در فضای بیکران شناور شود، به کمک سامانه کمکی پیش‌رانش می‌تواند موقعیت خودش را تثبیت کرده و مجدداً به سمت ایستگاه فضایی یا فضاپیما برگردد.
سافر (سامانه کمکی پیش‌رانش) در پیاده‌روی‌ها و فعالیت‌های تعمیری فضایی خارج از ایستگاه فضایی بین‌المللی و همچنین شاتل فضایی پوشیده می‌شود. تاکنون، هیچ مورد اضطراری وجود نداشته‌است که در آن، نیاز به کمک سافر احساس شود. همچنین این وسیله، یک نسخهٔ کوچک و ساده‌شده از واحد مانور سرنشین‌دار یا به اختصار (MMU) است که برای مانورهای منظم استفاده می‌شد.